# Hof van Beroep voor het 9e circuit
Het Hof van Beroep voor het 9e circuit (Engels: United States Court of Appeals for the Ninth Circuit) is een Amerikaanse federale rechtbank die beroepszaken hoort afkomstig uit de staten en territoria die samen het negende circuit vormen: Alaska, Arizona, Californië, Guam, Hawaii, Idaho, Montana, Nevada, de Noordelijke Marianen, Oregon, en Washington. Het gerechtshof biedt plaats aan 29 permanente rechters en is daarmee verreweg het grootst van alle dertien beroepshoven. Het gerechtsgebouw bevindt zich in San Francisco in Californië. Circuit justice voor het 9e circuit is rechter Anthony Kennedy.
Het Hof van Beroep voor het 9e circuit kan net als de andere beroepshoven een precedent scheppen voor latere rechtszaken, en daarmee de Amerikaanse wetten en overheidsbeleid sterk beïnvloeden. Ook heeft het veel invloed omdat meer dan 20% van de Amerikaanse bevolking onder dit circuit valt.

## Geschiedenis

### Achtergronden
Het Hof van Beroep voor het 9e circuit werd in 1891 opgericht door het Congres van de Verenigde Staten. De enorme grootte van de bevolking die onder de jurisdictie van het huidige hof valt, komt doordat de bevolking van de Westelijke staten ontzettend is toegenomen ten opzien van de rest van de Verenigde Staten.

### Ontwikkeling
| Jaar | Jurisdictie                                            | Totale bevolking | Bevolking als % van de nationale bevolking | Zetels |
| ---- | ------------------------------------------------------ | ---------------- | ------------------------------------------ | ------ |
| 1891 | Californië, Idaho, Montana, Nevada, Oregon, Washington | 2.087.000        | 3,3%                                       | 2      |
| 1900 | Hawaii toegevoegd                                      | 2.798.000        | 3,7%                                       | 3      |
| 1920 | Arizona toegevoegd                                     | 7.415.000        | 6,7%                                       | 3      |
| 1940 | —                                                      | 11.881.000       | 9,0%                                       | 7      |
| 1960 | Alaska en Guam toegevoegd                              | 22.607.000       | 12,6%                                      | 9      |
| 1980 | Noordelijke Marianen toegevoegd                        | 37.170.000       | 16,4%                                      | 23     |
| 2000 | —                                                      | 54.575.000       | 19,3%                                      | 28     |
| 2007 | —                                                      | 60.400.000       | 19,9%                                      | 28     |
| 2009 | —                                                      | 61.403.307       | 19,72%                                     | 29     |

## Huidige bezetting van het hof
Op 11 december 2015 was de samenstelling van het Hof van Beroep voor het 9e circuit als volgt:
| #   | Titel          | Rechter                        | Ambtsplaats        | Geboren | Termijn    | Termijn      | Termijn       | Aangesteld door |
| #   | Titel          | Rechter                        | Ambtsplaats        | Geboren | Permanent  | Opperrechter | Seniorrechter | Aangesteld door |
| --- | -------------- | ------------------------------ | ------------------ | ------- | ---------- | ------------ | ------------- | --------------- |
| 74  | Opperrechter   | Sidney Runyan Thomas           | Billings, MT       | 1953    | 1996–heden | 2014–heden   | —             | Clinton         |
| 57  | Circuitrechter | Stephen Reinhardt              | Los Angeles, CA    | 1931    | 1980–heden | —            | —             | Carter          |
| 62  | Circuitrechter | Alex Kozinski                  | Pasadena, CA       | 1950    | 1985–heden | 2007–2014    | —             | Reagan          |
| 65  | Circuitrechter | Diarmuid Fionntain O'Scannlain | Portland, OR       | 1937    | 1986–heden | —            | —             | Reagan          |
| 75  | Circuitrechter | Barry G. Silverman             | Phoenix, AZ        | 1951    | 1998–heden | —            | —             | Clinton         |
| 76  | Circuitrechter | Susan P. Graber                | Portland, OR       | 1949    | 1998–heden | —            | —             | Clinton         |
| 77  | Circuitrechter | M. Margaret McKeown            | San Diego, CA      | 1951    | 1998–heden | —            | —             | Clinton         |
| 78  | Circuitrechter | Kim McLane Wardlaw             | Pasadena, CA       | 1954    | 1998–heden | —            | —             | Clinton         |
| 79  | Circuitrechter | William A. Fletcher            | San Francisco, CA  | 1945    | 1998–heden | —            | —             | Clinton         |
| 81  | Circuitrechter | Ronald M. Gould                | Seattle, WA        | 1946    | 1999–heden | —            | —             | Clinton         |
| 82  | Circuitrechter | Richard A. Paez                | Pasadena, CA       | 1947    | 2000–heden | —            | —             | Clinton         |
| 83  | Circuitrechter | Marsha S. Berzon               | San Francisco, CA  | 1945    | 2000–heden | —            | —             | Clinton         |
| 84  | Circuitrechter | Richard C. Tallman             | Seattle, WA        | 1953    | 2000–heden | —            | —             | Clinton         |
| 85  | Circuitrechter | Johnnie B. Rawlinson           | Las Vegas, NV      | 1952    | 2000–heden | —            | —             | Clinton         |
| 86  | Circuitrechter | Richard R. Clifton             | Honolulu, HI       | 1950    | 2002–heden | —            | —             | G.W. Bush       |
| 87  | Circuitrechter | Jay Bybee                      | Las Vegas, NV      | 1953    | 2003–heden | —            | —             | G.W. Bush       |
| 88  | Circuitrechter | Consuelo Maria Callahan        | Sacramento, CA     | 1950    | 2003–heden | —            | —             | G.W. Bush       |
| 89  | Circuitrechter | Carlos T. Bea                  | San Francisco, CA  | 1934    | 2003–heden | —            | —             | G.W. Bush       |
| 90  | Circuitrechter | Milan D. Smith, Jr.            | El Segundo, CA     | 1942    | 2006–heden | —            | —             | G.W. Bush       |
| 91  | Circuitrechter | Sandra Segal Ikuta             | Pasadena, CA       | 1954    | 2006–heden | —            | —             | G.W. Bush       |
| 92  | Circuitrechter | N. Randy Smith                 | Pocatello, ID      | 1949    | 2007–heden | —            | —             | G.W. Bush       |
| 93  | Circuitrechter | Mary H. Murguia                | Phoenix, AZ        | 1960    | 2011–heden | —            | —             | Obama           |
| 94  | Circuitrechter | Morgan Christen                | Anchorage, AK      | 1961    | 2012–heden | —            | —             | Obama           |
| 95  | Circuitrechter | Jacqueline Nguyen              | Pasadena, CA       | 1965    | 2012–heden | —            | —             | Obama           |
| 96  | Circuitrechter | Paul J. Watford                | Pasadena, CA       | 1967    | 2012–heden | —            | —             | Obama           |
| 97  | Circuitrechter | Andrew D. Hurwitz              | Phoenix, AZ        | 1947    | 2012–heden | —            | —             | Obama           |
| 98  | Circuitrechter | John B. Owens                  | San Diego, CA      | 1971    | 2014–heden | —            | —             | Obama           |
| 99  | Circuitrechter | Michelle T. Friedland          | San Francisco, CA  | 1972    | 2014–heden | —            | —             | Obama           |
| 100 | Circuitrechter | vacant                         | —                  | —       | —          | —            | —             | —               |
| 38  | Seniorrechter  | Alfred Theodore Goodwin        | Pasadena, CA       | 1923    | 1971–1991  | 1988–1991    | 1991–heden    | Nixon           |
| 39  | Seniorrechter  | J. Clifford Wallace            | San Diego, CA      | 1928    | 1972–1996  | 1991–1996    | 1996–heden    | Nixon           |
| 43  | Seniorrechter  | Procter Ralph Hug, Jr.         | Reno, NV           | 1931    | 1977–2002  | 1996–2000    | 2002–heden    | Carter          |
| 46  | Seniorrechter  | Mary M. Schroeder              | Phoenix, AZ        | 1940    | 1979–2012  | 2000–2007    | 2012–heden    | Carter          |
| 48  | Seniorrechter  | Joseph Jerome Farris           | Seattle, WA        | 1930    | 1979–1995  | —            | 1995–heden    | Carter          |
| 50  | Seniorrechter  | Harry Pregerson                | Woodland Hills, CA | 1923    | 1979–2015  | —            | 2015–heden    | Carter          |
| 53  | Seniorrechter  | Dorothy Wright Nelson          | Pasadena, CA       | 1928    | 1979–1995  | —            | 1995–heden    | Carter          |
| 54  | Seniorrechter  | William Cameron Canby, Jr.     | Phoenix, AZ        | 1931    | 1980–1996  | —            | 1996–heden    | Carter          |
| 63  | Seniorrechter  | John T. Noonan, Jr.            | San Francisco, CA  | 1926    | 1985–1996  | —            | 1996–heden    | Reagan          |
| 66  | Seniorrechter  | Edward Leavy                   | Portland, OR       | 1929    | 1987–1997  | —            | 1997–heden    | Reagan          |
| 67  | Seniorrechter  | Stephen S. Trott               | Boise, ID          | 1939    | 1988–2004  | —            | 2005–heden    | Reagan          |
| 68  | Seniorrechter  | Ferdinand Francis Fernandez    | Pasadena, CA       | 1937    | 1989–2002  | —            | 2002–heden    | G.H.W. Bush     |
| 71  | Seniorrechter  | Andrew Jay Kleinfeld           | Fairbanks, AK      | 1945    | 1991–2010  | —            | 2010–heden    | G.H.W. Bush     |
| 72  | Seniorrechter  | Michael Daly Hawkins           | Phoenix, AZ        | 1945    | 1994–2010  | —            | 2010–heden    | Clinton         |
| 73  | Seniorrechter  | A. Wallace Tashima             | Pasadena, CA       | 1934    | 1996–2004  | —            | 2004–heden    | Clinton         |
| 80  | Seniorrechter  | Raymond C. Fisher              | Pasadena, CA       | 1939    | 1999–2013  | —            | 2013–heden    | Clinton         |